# Prilipe
Prilipe – wieś w Słowenii, w gminie Brežice. W 2018 roku liczyła 82 mieszkańców.